# NGC 1453
NGC 1453 è una galassia ellittica situata nella costellazione dell'Eridano, a una distanza di circa 181 milioni di anni luce dalla nostra Via Lattea.

## Scoperta
La galassia è stata scoperta il 30 settembre 1786 dall'astronomo britannico di origine tedesca William Herschel.

## Descrizione
Il database SIMBAD la classifica come galassia LINER, cioè una galassia il cui nucleo presenta uno spettro di emissione caratterizzato da larghe righe di atomi debolmente ionizzati.

## Gruppo di NGC 1417
NGC 1453 è la galassia più luminosa del Gruppo di NGC 1417 che comprende almeno 14 galassie, tra cui NGC 1358, NGC 1376, NGC 1417, NGC 1418, NGC 1441, NGC 1449, NGC 1451 e NGC 1453.